# Stanisław Toporek
Stanisław Longin Toporek (ur. 15 marca 1942 w Dzierzkowicach-Woli, zm. w kwietniu 2015) – polski rolnik, cukiernik i polityk, poseł na Sejm PRL IX kadencji, samorządowiec.

## Życiorys
Od 1956 pracował na gospodarstwie swoich rodziców, które następnie przejął. Od 1965 działał w Zjednoczonym Stronnictwie Ludowym. W latach 1970–1974 prowadził własny zakład cukierniczy (po ukończeniu kursu cukrowniczego). Od 1980 pełnił funkcję przewodniczącego Gminnej Rady Narodowej w Dzierzkowicach. Stał również na czele Gminnego Komitetu ZSL, był także członkiem Wojewódzkiego Komitetu oraz Głównej Komisji Rewizyjnej. W 1985 uzyskał mandat posła na Sejm PRL IX kadencji z okręgu Puławy, zasiadając w Komisji Skarg i Wniosków. Po 1989 zasiadał we władzach powiatowych Polskiego Stronnictwa Ludowego w Kraśniku, był też szefem tej partii w gminie Dzierzkowice. W 1997 bez powodzenia kandydował ponownie do Sejmu. W latach 1998–2002 był radnym powiatu kraśnickiego, nie uzyskał następnie reelekcji. Od 9 czerwca 2005 pełnił funkcję prezesa Ogólnopolskiego Zrzeszenia Producentów Owoców i Warzyw z siedzibą w Kraśniku.
Otrzymał Srebrny i Złoty Krzyż Zasługi.
Pochowany w Dzierzkowicach.